# CBS Television City
CBS Television City (en català: Ciutat de la Televisió de CBS) és un complex d'estudis de televisió situat en el districte de Fairfax de Los Angeles, en 7800 Beverly Boulevard, en la cantonada de North Fairfax Avenue. És un dels dos estudis de televisió del Columbia Broadcasting System (CBS) al sud de Califòrnia - l'altre és CBS Studio Center, situat en el sector denominat Studio City de la Vall de Sant Fernando, que a més alberga instal·lacions de producció i les dependències de les afiliades locals a CBS (KCBS i KCAL). El centre de producció de ràdio West Coast està situat a més d'un quilòmetre de distància cap al sud, en el sector de Miracle Mile.
A partir de la inauguració de la Television City el 1952, nombrosos programes de televisió han estat transmesos en viu o gravats en les instal·lacions, incloent molts programes que no són emesos per CBS. Moltes pel·lícules han estat produïdes en part a la Television City, com per exemple That Thing You Do!, una pel·lícula de 1996 protagonitzada per Tom Hanks i Liv Tyler. Durant els crèdits inicials de molts dels programes gravats allí, una veu en off anuncia la frase "From Television City in Hollywood." El complex actualment alberga un total de vuit estudis per separat. De tant en tant es realitzen visites turístiques al lloc, amb els convidats sent escortats per un guia de la CBS.